# Агафангел (Чамче)
Епи́скоп Агафа́нгел (греч. Επίσκοπος Αγαθάγγελος, алб. Peshkopi Agathangjel, в миру Ва́нгел Ча́мче, алб. Vangjel Çamçe или Ева́нгелос Ца́мцис, греч. Ευάγγελος Τσάμτσης; 1877, Корча — январь 1946) — епископ Албанской православной церкви, епископ Корчинский.

## Биография
Родился в 1877 году в Корче. Окончил греческую гимназию в этом городе.
В 1903 году уехал в Америку, где стал активным участником албанского национального движения.
В 1919 году в Нью-Йорке был рукоположён в сан священника, после чего в течение двух лет ездил из города в город, служа для албанских эмигрантов на албанском языке.
В 1921 году возвращается в Албанию и в 1922 году был возведён в сан архимандрита.
11 февраля 1929 года в Тиране архиепископом Виссарионом (Джувани) и епископом Виктором (Михайловичем) был рукоположён в сан епископа Бератского. Затем были рукоположены ещё 2 епископа. Все четверо епископов создали 18 февраля того же года Священный Синод Албанской православной церкви. Данные хиротонии, как и сама автокефалия, не были признаны Константинопольским патриархатом. Константинопольская Патриархия сообщила в телеграмме королю Албании: «Вселенская Патриархия… считает эти противоканонические рукоположения недействительными и не существующими; налагает на провинившихся наказания лишением чинов и прав, а также оставляет за собой полную свободу для защиты и сохранения церковного порядка, священнических институтов и авторитета канонических законов».
Поле переговоров с Константинопольским патриархатом было решено получить автокефалию на его условиях. 12 апреля 1937 года синодальным томосом была дарована автокефалия, а епископ Анафангел признавался епископом Бератским, Авлонским и Канинским.
В январе 1942 года был смещён с кафедры итальянскими оккупационными властями.
В 1945 году с согласия коммунистических властей избран епископом Корчинским, однако Константинопольский патриархат не признал этого так как не признал законности смещения с кафедры его предшественника. Скончался в январе 1946 года.